# Korscheltellus
Korscheltellus är ett släkte av fjärilar som beskrevs av Carl Julius Bernhard Börner 1920. Korscheltellus ingår i familjen rotfjärilar.
Släktet innehåller bara arten Korscheltellus lupulinus.

## Bildgalleri

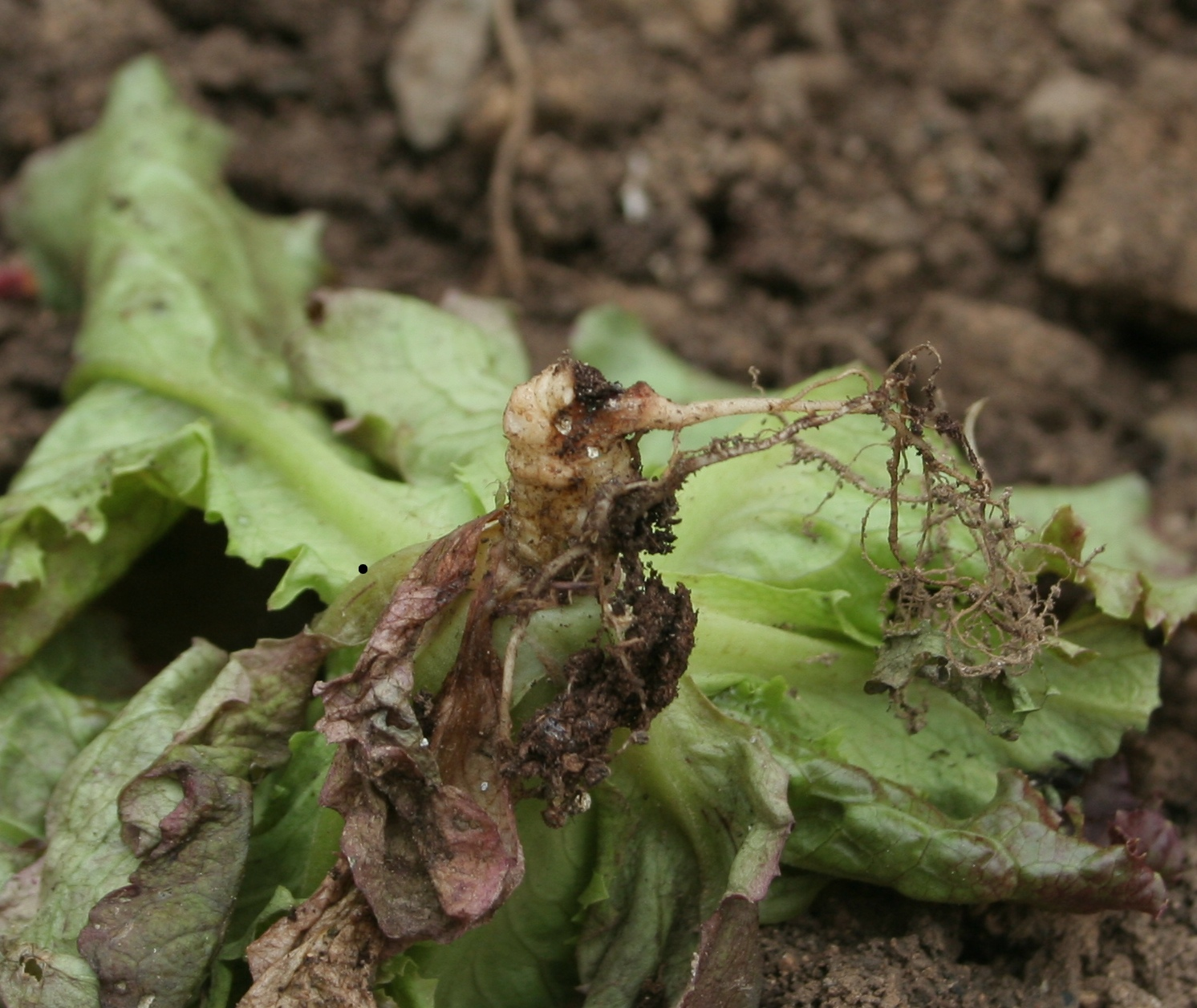
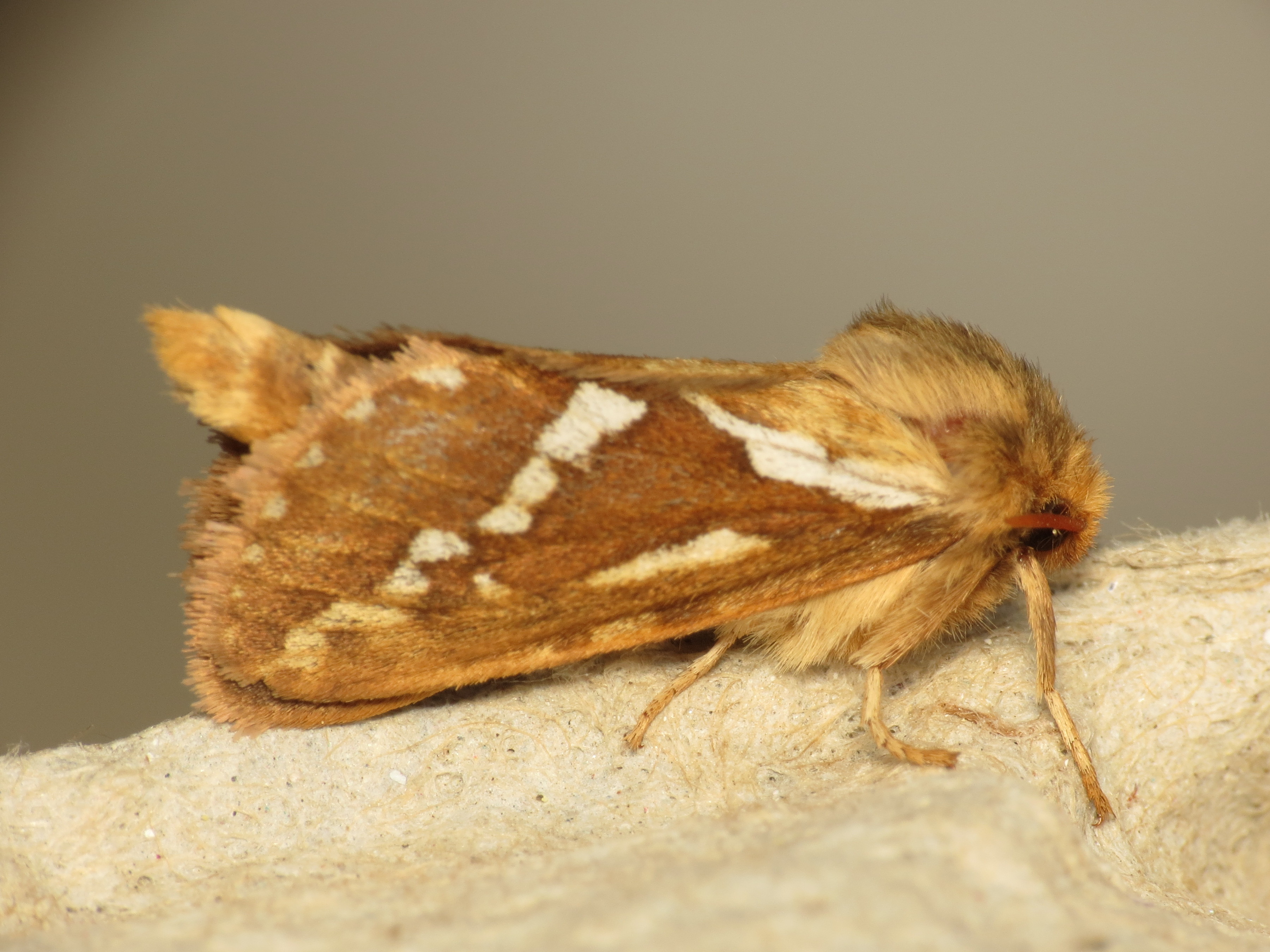
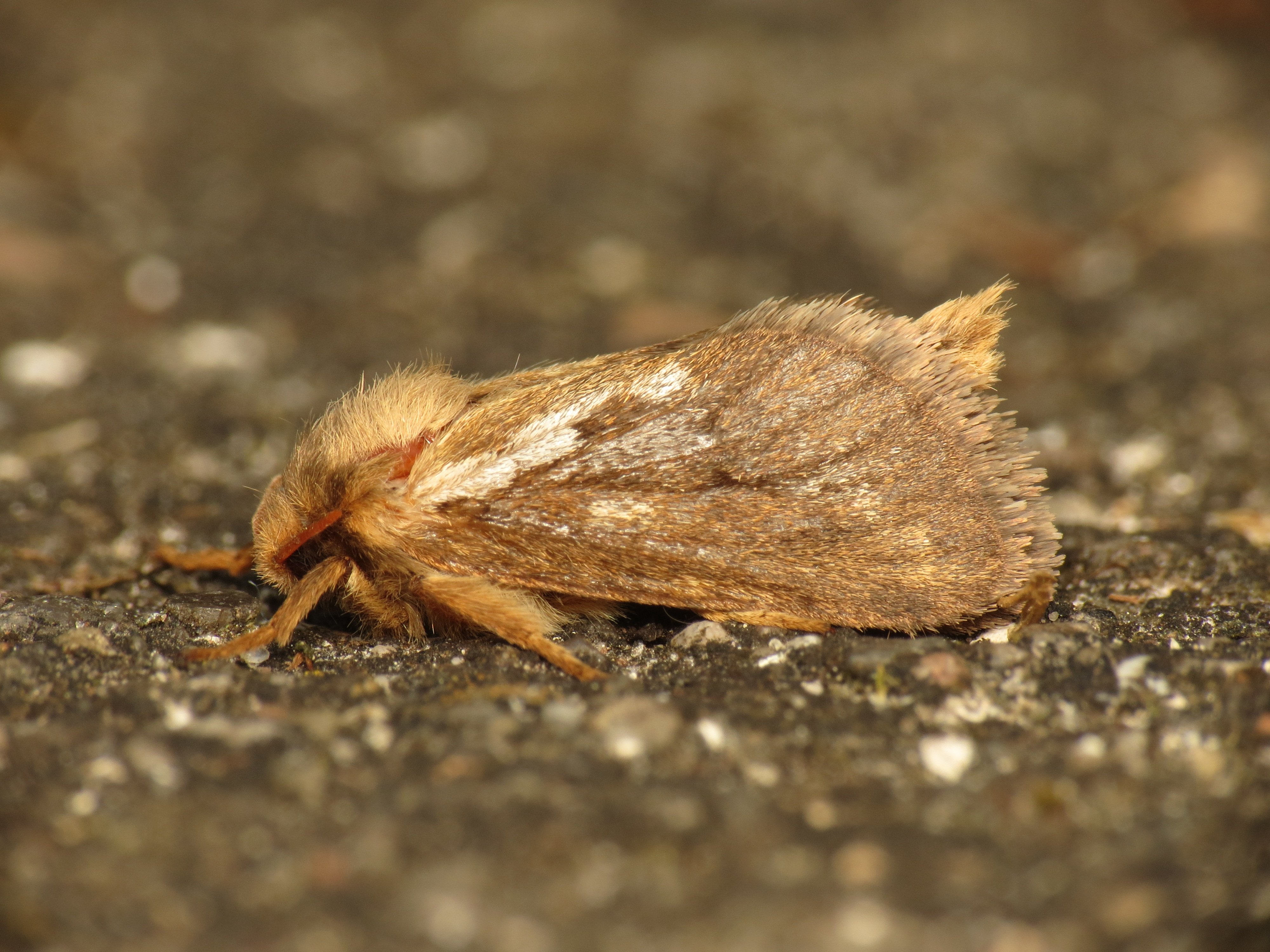
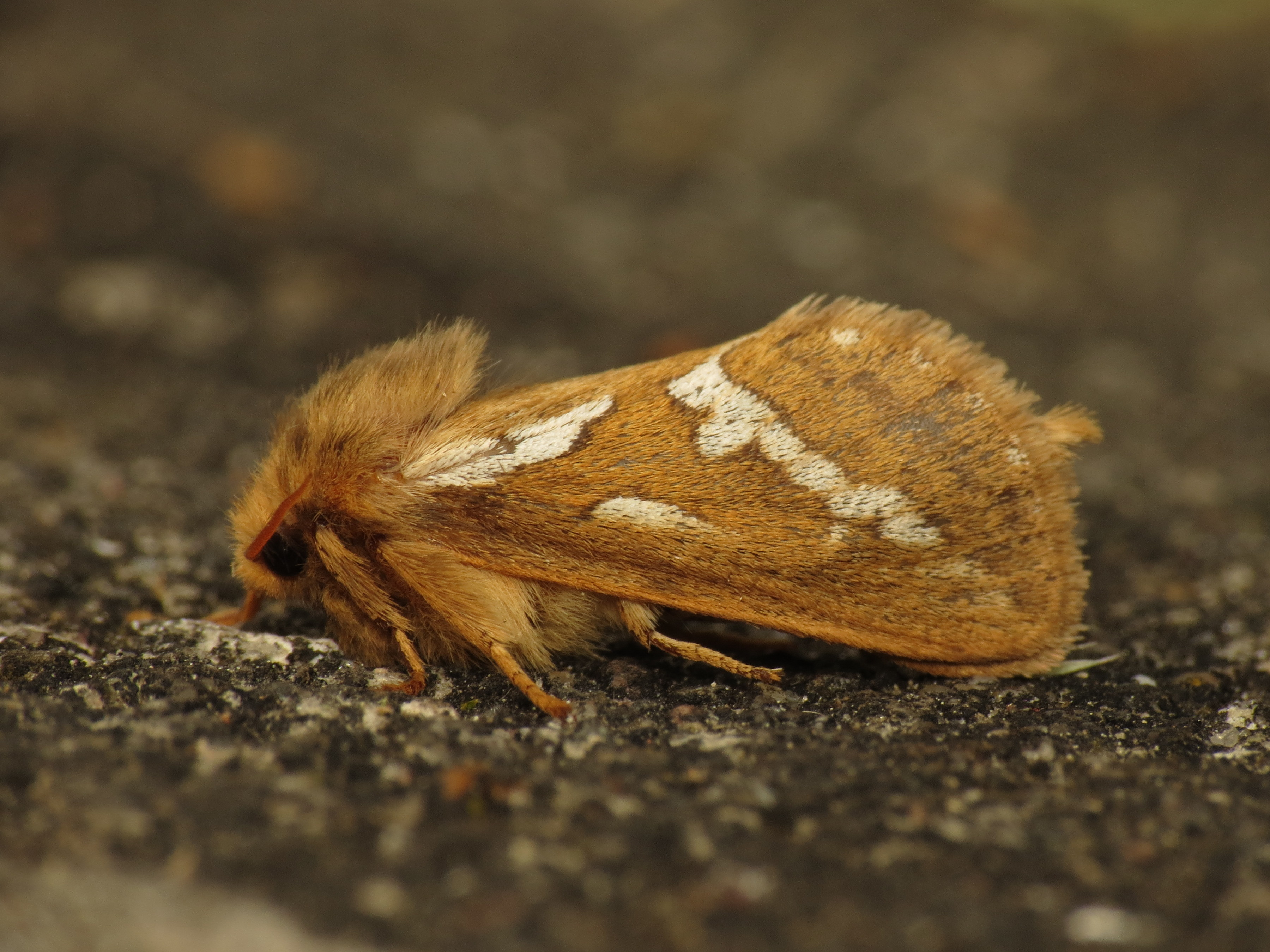
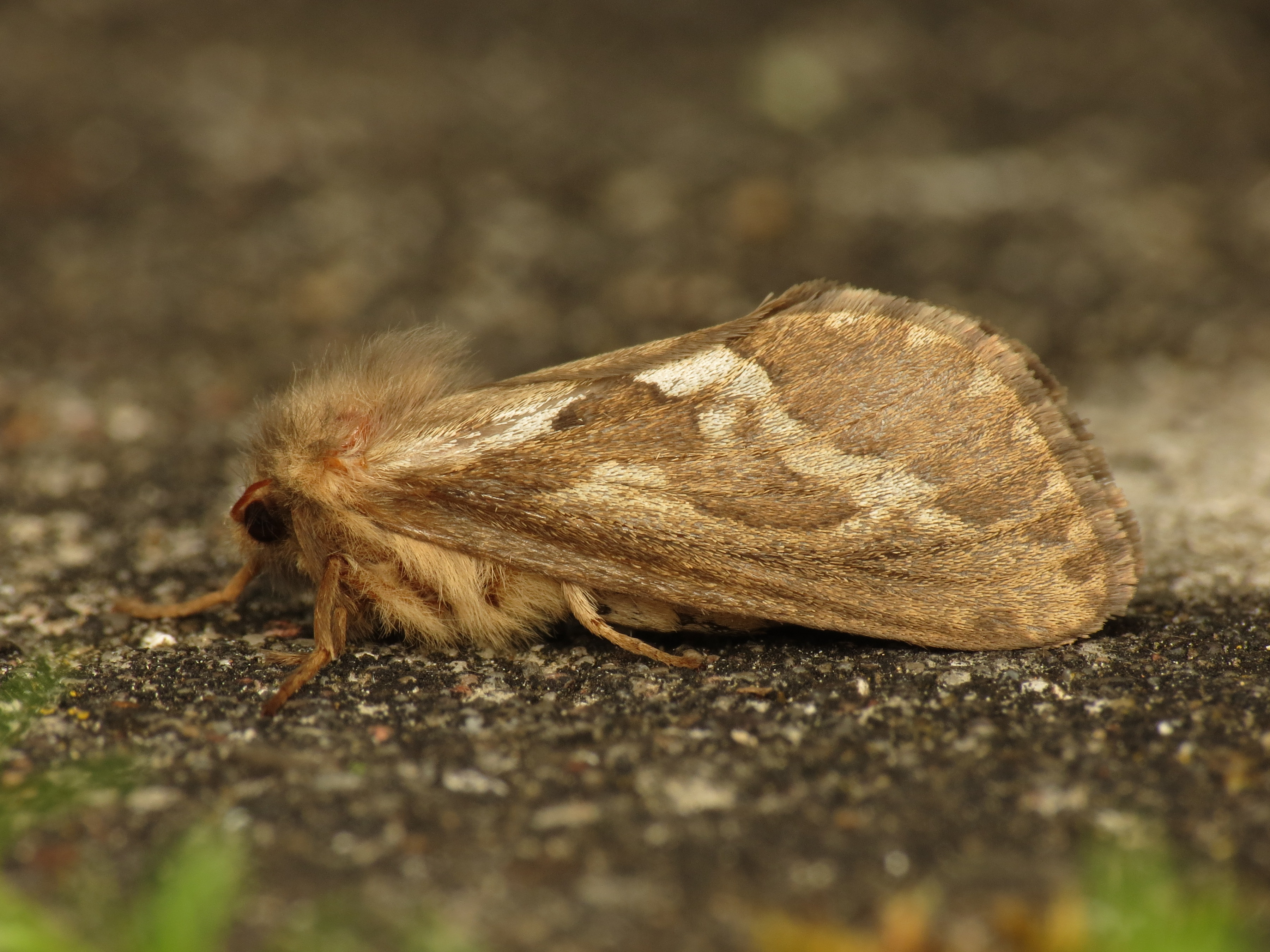
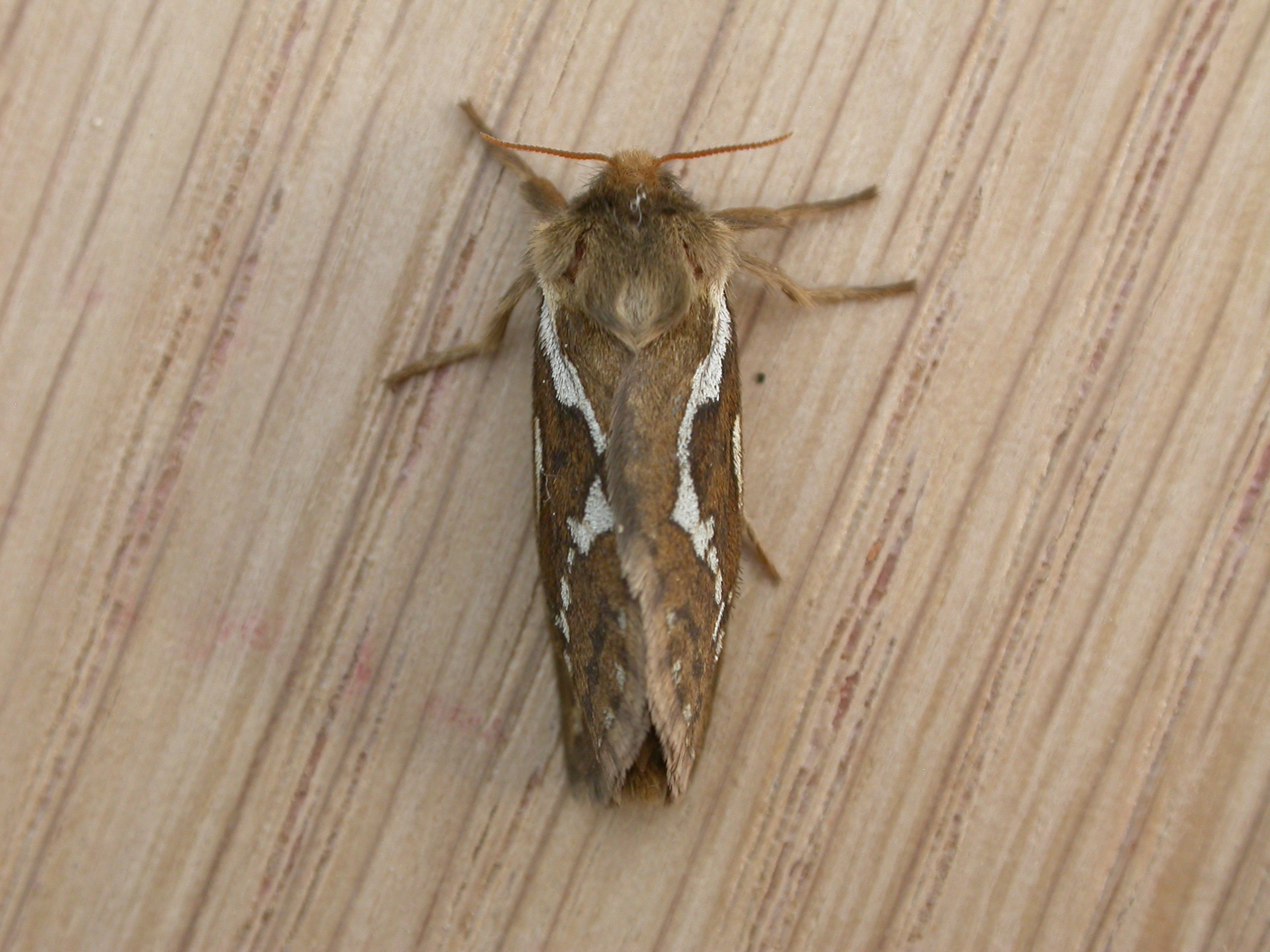